# ماتيوس توتو
ماتيوس إدواردو إنفورساتي أراوجو (بالبرتغالية: Mateus Eduardo Inforsatti Araújo) المعروف بلقب ماتيوس توتو (بالبرتغالية: Mateus Totô) (ولد في 8 مايو 1995 في تاياكو، البرازيل) لاعب كرة قدم برازيلي يجيد اللعب في مركز المهاجم. يلعب حاليا لصالح الشباب في الدوري البحريني الممتاز منذ 18 يناير 2024.

## المسيرة الرياضية

### الأندية
في 18 يناير 2024 انتقل ماتيوس توتو من أمانة بغداد العراقي إلى الشباب البحريني في صفقة انتقال حر.